# Isanthrene cajetani
Isanthrene cajetani är en fjärilsart som beskrevs av Rothschild 1911. Isanthrene cajetani ingår i släktet Isanthrene och familjen björnspinnare. Inga underarter finns listade i Catalogue of Life.